# Pau Torres
Pau Francisco Torres (født 16. januar 1997) er en spansk professionel fodboldspiller, som spiller for Premier League-klubben Aston Villa og Spaniens landshold.

## Klubkarriere

### Villarreal
Torres kom igennem Villarreals ungdomsakademi, og begyndte at spille for reserveholdet i 2016. Han gjorde sin førsteholddebut den 20. december 2016 i en Copa del Rey-kamp. Han spillede dog hovedsageligt stadig for reserveholdet.

#### Leje til Málaga
Torres blev i august 2018 udlånt til Málaga.

#### Gennembrud
Efter at have imponeret hos Málaga, fik Torres sit gennembrud hos Villarreal i 2019-20 sæsonen, hvor han sammen med Iago Aspas var de eneste markspillere i hele ligaen til at spille hvert eneste minut af sæsonen. Han var med til at Villarreal vandt Europa League i 2021.

### Aston Villa
Torres skiftede i juli 2023 til Aston Villa, hvor han blev genforenet med sin tidligere træner Unai Emery.

## Landsholdskarriere

### Ungdomslandshold
Torres har repræsenteret Spanien på U/21-niveau.

### Olympiske landshold
Torres var del af Spaniens trup, som vandt sølv ved OL 2020.

### Seniorlandshold
Torres debuterede for Spaniens landshold den 15. november 2019. Han var del af Spaniens trup til EM 2020 og til VM 2022.

## Titler
Villarreal
- UEFA Europa League: 1 (2020-21)

Spanien U/23
- Sommer-OL Sølvmedalje: 1 (2020)

Individuelle
- UEFA Europa League Sæsonens hold: 1 (2020-21)